# Élections fédérales australiennes de 1987
Des élections législatives et sénatoriales fédérales se tiennent le 11 juillet 1987 en Australie afin de renouveler les 148 sièges de la Chambre des représentants et les 76 sièges du Sénat.

## Contexte et résultats
Les élections se sont soldées par la victoire du parti travailliste, mené par le Premier ministre en poste depuis 1983, Bob Hawke. La composition de son nouveau gouvernement est annoncée le 22 juillet 1987. 
Au total, 868 candidats (613 à la Chambre des représentants et 255 au Sénat) étaient en lice pour 224 sièges (148 députés et 76 sénateurs). Les députés sont élus dans les circonscriptions uninominales selon un système de vote préférentiel ou alternatif, tandis que les sénateurs sont élus selon un système de suffrage unique transférable et de représentation proportionnelle. 
Le mandat de la Chambre des Représentants devait initialement expirer le 21 février 1988, mais celui-ci a pris fin plus tôt du fait d'une dissolution parlementaire ayant pour origine le rejet, par le Sénat, du projet d'institution de la carte d'identité en Australie, qui faisait partie du programme de réforme fiscale du gouvernement travailliste alors en place. 
Durant la campagne électorale, le Premier ministre Bob Hawke a principalement insisté sur la nécessité de poursuivre la politique d'austérité mené par son Gouvernement, tandis que John Howard, chef de la principale formation d'opposition, le Parti libéral, faisait de la réduction substantielle des impôts sur le revenu l'axe central de son programme.
La défaite des Libs face aux travaillistes est due, entre autres, aux dissidences et divergences internes au parti, comme l'illustre la rivalité entre John Howard et Andrew Peacock, chef du parti entre 1983 et 1985.